# Ikva
Ikva (ukrainsk: Іква) er en flod i Ukraine og en højre biflod til floden Styr, der løber gennem Lviv oblast, Ternopil oblast og Rivne oblast i Volhyniske højland. 
Den er 155 kilometer lang og dens afvandingsområde 2.250 km2. Floden har mindst et vandreservoir nær Mlyniv. Blandt dens vigtigste bifloder er Tartatska (fra højre). Byen Dubno ligger ved Ikva.